# John de Vere, 7. Earl of Oxford
John de Vere, 7. Earl of Oxford (* 1312; † 23. oder 24. Januar 1360) war ein englischer Magnat und Militär.

## Herkunft und Erbe
John de Vere war der einzige Sohn von Alfonso de Vere († 1328) und von dessen Frau Jane Foliot. Sein Vater war ein jüngerer Bruder von Robert de Vere, 6. Earl of Oxford, und nachdem dieser 1331 kinderlos starb, erbte John die Güter der Familie de Vere, den Titel Earl of Oxford und das Erbamt des Chamberlain of England. Obwohl die Familie de Vere eine alte und angesehene Familie des anglonormannischen Hochadels war, besaß sie im Vergleich zu anderen Magnaten nur einen relativ bescheidenen Grundbesitz. 1336 heiratete Oxford Maud, die Witwe von Robert FitzPayn und zweite Tochter von Bartholomew de Badlesmere und dessen Frau Margaret. Nach dem kinderlosen Tod ihres Bruders Giles de Badlesmere wurde sie 1338 Miterbin der Besitzungen der Familie Badlesmere. Durch das Erbe seiner Frau konnte Oxford seinen Besitz zwar vergrößern, da seine Frau sich das Erbe jedoch mit ihren drei Schwestern teilen musste, war ihr Erbteil nicht besonders umfangreich.

## Leben
Den Großteil seines Lebens verbrachte Oxford als Militär im Dienst von König Eduard III. im Krieg gegen Frankreich und gegen Schottland. Aus seinem relativ geringen Grundbesitz konnte er dafür nur ein geringes Gefolge aufbieten. Als Militär arbeitete Oxford eng mit dem annähernd gleichaltrigen William de Bohun zusammen, mit dem er verschwägert war. Nachdem sie gemeinsam an mehreren Feldzügen teilgenommen und auch in England eng zusammengearbeitet hatten, starben sie beide innerhalb von neun Monaten.
Oxfords militärische Karriere begann in den 1330er Jahren im Krieg gegen Schottland. 1333 nahm er an der Belagerung von Berwick teil. Am Winterfeldzug des Königs von 1334 bis 1335 nach Roxburgh nahm er mit 28 Men-at-arms und 12 berittenen Bogenschützen. Aufgrund seiner begrenzten Mittel nahm er 1335 am Sommerfeldzug des Königs nach Perth im Gefolge von John de Warenne, 7. Earl of Surrey teil. Als der König 1339 eine französische Invasion befürchtete, wurde Oxford mit der Verteidigung der Küste von Essex betraut. Im November 1339 rüstete Oxford auf Befehl des Königs Schiffe aus und diente im März 1340 unter dem Earl of Warwick in Flandern. Im Februar 1342 nahm er an einem Turnier in Dunstable teil, wo er, im Gegensatz zu den wegen ihres Alters nicht mehr an Turnieren teilnehmenden Earls of Gloucester, Arundel und Warenne, neben Derby, Warwick, Northampton, Pembroke und Suffolk als einer der jungen Earls des Königs galt, der erst wenige Jahre zuvor die Titel der Earls of Derby, Northampton, Pembroke und Suffolk geschaffen hatte.
Im August 1342 unternahm Oxford seinen ersten größeren Feldzug nach Frankreich, wo er zusammen mit seinem Schwager Northampton, der als Stellvertreter des Königs diente, im bretonischen Erbfolgekrieg kämpfte. Sie entsetzten das belagerte Brest und schlugen am 30. September die Truppen von Karl von Blois in der Schlacht von Morlaix nach hartem Kampf in die Flucht. Im nächsten Jahr unternahmen Oxford und Northampton einen Feldzug nach Schottland, wo sie das belagerte Lochmaben Castle entsetzten. Angeblich wurden ihre Schiffe bei der Rückreise von Schottland bis an die Küste des westirischen Connacht abgetrieben, wo ein Teil ihrer Schiffe von der einheimischen Bevölkerung geplündert wurde. Im Januar 1346 war Oxford wieder in Quimperlé in der Bretagne, wo er und Northampton vermutlich überwinterten.
Vermutlich zogen sie im Sommer 1346 von der Bretagne durch das feindliche Frankreich in die Normandie, wo sie sich dem dort gelandeten Heer von Eduard III. anschlossen. Der Chronist Froissart berichtet, das Oxford am 26. August in der Schlacht von Crécy an der Seite des Schwarzen Prinzen gekämpft hatte. Er soll einer der Kommandeure gewesen sein, den der Schwarze Prinz während der Schlacht zu seinem Vater, dem König, mit der Bitte um Verstärkung gesandt hatte. Obwohl die Truppen des Schwarzen Prinzen hart bedrängt waren, soll der König seinem Sohn die Unterstützung mit den berühmten Worten „Wenn er König werden sollte, muss er allein zurechtkommen“ verweigert haben. Nach dem englischen Sieg nahm Oxford an der Belagerung von Calais teil. 1348 erkrankte er schwer und nahm bis 1355 an keinem weiteren Feldzug mehr teil. In diesem Jahr nahm er unter dem Schwarzen Prinzen an dessen Chevauchée durch das Languedoc teil, und Anfang 1356 überfiel er die Region um Rocamadour im Quercy. Im Herbst 1356 zog Oxford mit der Armee des Schwarzen Prinzen nach Norden, wo sie von der französischen Armee gestellt wurden. In der Schlacht von Poitiers am 19. September war Oxford zusammen mit dem Earl of Warwick Kommandant der Vorhut. Während der Schlacht gelang es Oxford, mit seinen Bogenschützen die angreifende französische Kavallerie von der Flanke her zu beschießen. Dadurch erlitten die Franzosen hohe Verluste, wodurch die im englischen Zentrum aufgestellten Bogenschützen davor bewahrt wurden, überritten zu werden. Nach der Schlacht zog er sich nach Bordeaux zurück. Als die nach dem englischen Sieg begonnenen Friedensverhandlungen mit Frankreich stockten, wurde Oxford am 10. Oktober zu einer Ratsversammlung nach London berufen. Anschließend begleitete er den König bei dessen Feldzug gegen Reims. Dabei starb er wahrscheinlich während eines Vorstoßes nach Burgund. Sein Leichnam wurde zurück nach England gebracht, wo er im Familienkloster Earls Colne Priory in Essex beigesetzt wurde. Sein Grabdenkmal war 1653 noch erhalten, doch wurde es spätestens im 18. Jahrhundert zerstört.
Trotz seines langjährigen Militärdienstes und seiner Teilnahme an zwei der bedeutendsten Schlachten im Krieg gegen Frankreich wird Oxford von keinem zeitgenössischen Chronisten wegen seiner Tapferkeit gerühmt. Auch König Eduard III. belohnte ihn im Vergleich zu anderen Militärs nur wenig, beispielsweise wurde er nicht in den Hosenbandorden aufgenommen. Von Oxford sind weder an seinem Hauptsitz Hedingham Castle noch am Familienkloster Earls Colne Priory größere Baumaßnahmen überliefert. In seinem Testament vermachte Oxford dem Kloster nur die geringe Summe von 100 Mark.

## Familie und Nachkommen
Seine Witwe Maud starb 1366. Mit ihr hatte er vier Söhne und zwei Töchter:
- John († 1350) ⚭ Elizabeth Courtenay
- Thomas (1336/1338–1371)
- Robert († vor 1360)
- Aubrey (1338/1340–1400)
- Margaret († 1398)

1. ⚭ Henry de Beaumont, 3. Baron Beaumont († 1369)
2. ⚭ Sir Nicholas Loveyn (Lovain) († um 1375)
3. ⚭ John Devereux, 1. Baron Devereux († 1393)

- Matilda († nach 1360)

Sein Erbe wurde sein ältester überlebender Sohn Thomas. Nach dem kinderlosen Tod von dessen Sohn Robert erbte schließlich Johns Sohn Aubrey den Titel Earl of Oxford.